# Лысенко, Алексей Аврамович
Алексей Аврамович Лысенко (22 февраля 1929 года, село Митрофановка, Семипалатинский округ, Казахская АССР — 10 января 2004 года, Волоконовка, Белгородская область) — бригадир экскаваторщиков участка механизированных работ управления строительства «Нурекгэсстрой» Министерства энергетики и электрификации СССР, Таджикская ССР. Герой Социалистического Труда (1980).

## Биография
Родился в 1929 году в крестьянской семье в селе Митрофановка Семипалатинского округа (сегодня — Уланский район Восточно-Казахстанской области).
С 1948 года трудился разнорабочим, плавильщиком на Иртышском медеплавильном заводе в селе Глубокое Восточно-Казахстанской области. С 1953 года — слесарь, бригадир слесарей в тресте «Иртышгэсстрой». В последующие годы: электромонтёр в строительно-монтажном управлении (1956—1957), мастер в «Сельэлектро» Таврического района Восточно-Казахстанской области (1957—1959), старший электрик совхоза «Таврия» в Усть-Каменогорске (1959—1964).
С 1964 года трудился слесарем треста «Гидроспецстрой» на строительстве Нурекской ГЭС в Таджикистане. Получив специальность экскаваторщика, в 1967 году возглавил бригаду экскаваторщиков механизированных работ управления «Нурекгэсстрой». В 1976 году вступил в КПСС.
Бригада под руководством Алексея Лысенко ежегодно показывала высокие результаты и в установленные сроки выполняла поставленные производственные задания. Указом Президиума Верховного Совета СССР от 11 апреля 1980 года удостоен звания Героя Социалистического Труда за «выдающиеся успехи, достигнутые при строительстве Нурекской ГЭС» с вручением ордена Ленина и золотой медали «Серп и Молот».
Этим же Указом звание Героя Социалистического Труда получил бригадир бетонщиков управления «Нурекгэсстрой» Мухаббат Шарифов.
В начале 1980-х годов переехал в посёлок Волоконовка Белгородской области. В 1989 году вышел на пенсию. Персональный пенсионер союзного значения. Скончался в январе 2004 года.
Награды
- Герой Социалистического Труда
- Орден Ленина
- Орден Трудового Красного Знамени (29.03.1974)
- Почётная Грамота Президиума Верховного Совета Таджикской ССР